# Vilayet di Creta
Il vilayet di Creta (in turco Vilâyet-i Girit), fu un vilayet dell'Impero ottomano, nell'area dell'isola di Creta.

## Storia
Questo vilayet venne derivato direttamente dall'antico eyalet di Creta che con l'inizio dell'Ottocento aveva risentito in maniera decisiva della guerra d'indipendenza greca che aveva cercato a più riprese di annettere l'isola al territorio di Grecia. Verso la metà dell'Ottocento si acuirono inoltre le tensioni tra cristiani e musulmani cretesi che portarono alla rivolta cretese che ebbe inizio nel 1866.
La sommossa, che perdurò per tre anni, coinvolse volontari dalla Grecia e da altri paesi europei dove era vista in pieno spirito ottocentesco di risorgimento di un popolo e liberazione dall'oppressore. Malgrado i primi successi dei ribelli che riuscirono in breve tempo a confinare gli ottomani nei villaggi a nord dell'isola, la rivolta fallì ancora una volta. Il gran visir ottomano Mehmed Alì Pascià assunse personalmente il controllo delle forze ottomane e lanciò una campagna metodica per riprendere i distretti rurali, combinata con una mediazione di promesse e concessioni politiche per gli isolani (in particolar modo con la concessione della Legge Organica che dava ai cristiani cretesi eguali diritti nel controllo dell'amministrazione locale, in particolar modo per il loro numero consistente). Questo approccio portò ai suoi frutti e gradualmente i capi ribelli decisero di sottomettersi. Dall'inizio del 1869 l'isola si trovava ancora sotto il controllo ottomano.
Durante il congresso di Berlino dell'estate del 1878 vi fu un'ulteriore ribellione sostenuta questa volta dall'intervento britannico che portò all'adattamento della Legge Organica del 1867-8 ad un assetto costituzionale vero e proprio conosciuto col nome di patto di Halepa. Creta divenne pertanto uno stato parlamentare semi-indipendente sotto la sovranità dell'Impero ottomano e sotto la tutela di un governatore ottomano che però doveva essere cristiano. Da quel momento in poi figure di spicco del cristianesimo locale come i pascià Photiades Pasha e Konstantinos Adosidis ressero le sorti dell'isola, presiedendo il parlamento ove liberali e conservatori si contendevano il potere. Le dispute tra i due poteri portarono ad un'altra rivolta nel 1889 ed al crollo degli accordi presi dal patto di Halepa. Le potenze internazionali, disgustate da come le fazioni politiche stavano comportandosi nei confronti del loro stato, permisero alle autorità ottomane di inviare truppe sull'isola per restaurare l'ordine ma non compresero per tempo che il sultano ottomano Abdul Hamid II avrebbe usato questa mossa come pretesto per porre fine alla costituzione di Halepa e riportare la legge marziale sull'isola. Ancora una volta la comunità internazionale di fronte a questo soverchiante tentativo si coalizzò con la popolazione cretese cristiana. Quando una nuova piccola rivolta ebbe inizio nel settembre del 1895, in breve tempo nell'estate del 1896 giunsero nuove forze ottomane sull'isola ma ne persero il controllo.
La nuova insurrezione portò anche allo sbarco di forze greche sull'isola, fatto che portò alla guerra greco-turca del 1897 nella quale la Grecia subì una pesante sconfitta. Le Grendi Potenze forzarono la Grecia ad abbandonare l'isola, ma le forze ottomane vennero forzate anch'esse ad abbandonare l'isola l'anno successivo dopo che questi si erano dati al saccheggio di numerose case e negozi dei cretesi come rappresaglia, in particolare nell'area della capitale di Vezir Çarşı oggi conosciuta col nome di "via 25 agosto" proprio in memoria di quei fatti. Nelle operazioni vennero uccisi circa 700 cretesi, 17 soldati britannici ed il console britannico a Creta, fatti che spinsero le potenze europee a decretare che il dominio turco sull'isola dovesse cessare.
Il 3 novembre, per ordine delle Grandi Potenze, le truppe turche iniziarono a ritirarsi dall'isola, ponendo fine ad un dominio durato 253 anni. Creta venne posta sotto occupazione internazionale e venne creato un nuovo stato cretese, sempre sotto la sovranità del sultano turco.

## Geografia antropica

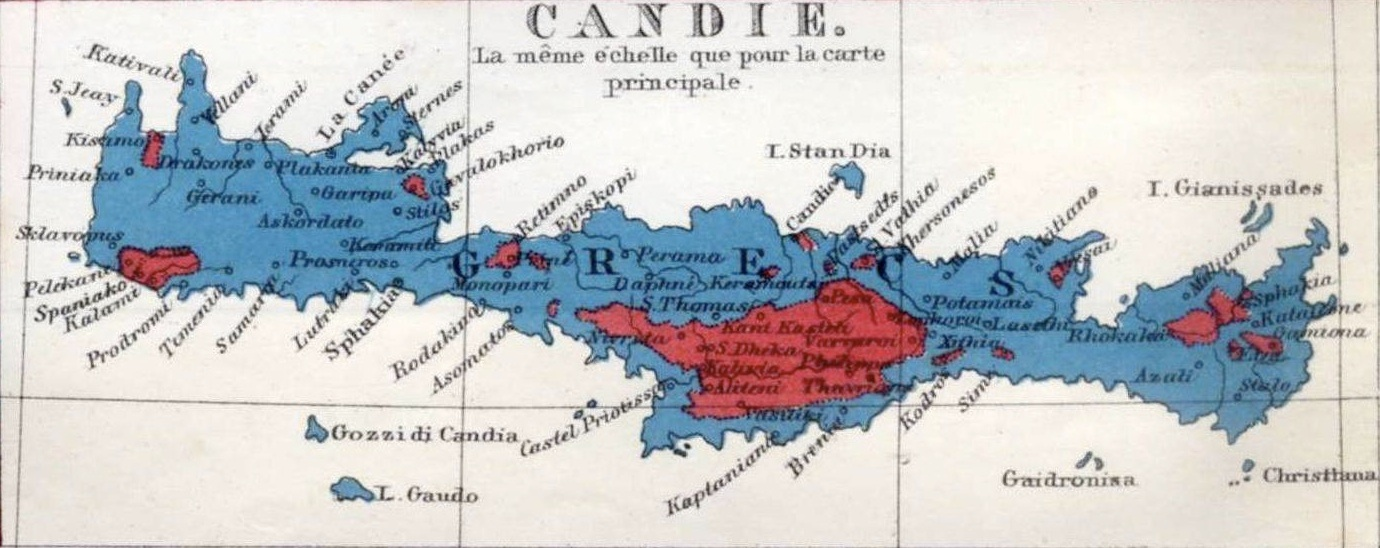
Vilayet di Creta

### Suddivisioni amministrative
I sanjak del vilayet di Creta nel XIX secolo erano:
1. sanjak di Canea
2. sanjak di Retimo
3. sanjak di Selino